# Vörös piramis
A dahsúri vörös piramis (más néven: északi piramis) Sznofru egyiptomi uralkodó második piramisa, de a harmadik, amelynek építésében részt vett. Sznofru egymaga képviseli a lépcsős piramisoktól a valódi piramisok felé vezető átmenet minden állomását, a vörös piramis Egyiptom első „valódi” piramisa: teljesen kőből épített, gúla alakúra tervezett, szerkezetében a IV. dinasztia piramisainak megfelelő síremlék.

## Az építtető
A piramis építtetője Sznofru, az óbirodalmi IV. dinasztia első uralkodója. Sznofru az egyik első olyan uralkodó – az Óbirodalom korában első –, akinek nagyszabású hadjáratairól és kiterjedt távolsági kereskedelméről is adatok vannak. A korban óriási gazdagsággal és hatalommal rendelkezett, amely építkezéseiben is kifejeződik.

## A piramis

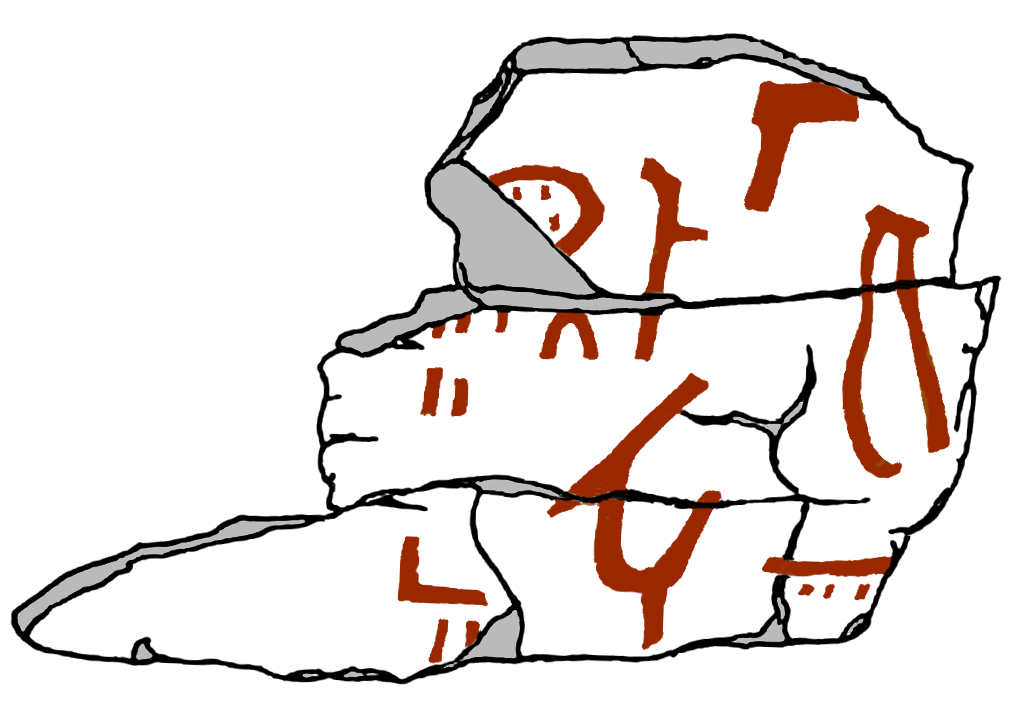
A burkolat egy darabja. A munkások felirata „15 kettőskönyökről” szól, vagyis Sznofru 29–30. uralkodási évére datálja a keletkezését

A piramis építésénél felhasználták a mejdúmi piramis és a tört falú piramis építése során szerzett tapasztalatokat. Az alap élhosszát 220 méteresre növelték, de magasság a falak kis dőlésszöge miatt alig 104 méteres – viszont a piramis jó állapotban maradt fenn, ma is majdnem eléri a 100 métert. A mejdúmi piramis eredetileg lépcsősnek készült, nagy magassága miatt az utólagos burkolat lecsúszott az oldalairól. A tört falú piramisnál a korábban megszokott függőleges, befelé dőlő kőrétegekkel dolgoztak, de ez az építmény instabillá vált. A Vörös piramisban befelé dőlő vízszintes kőrétegeket alkalmaztak, ami kis oldal-dőlésszöggell együtt a stabilitás növelését szolgálta. Az oldalak dőlése megegyezik a tört falú piramis felső részének dőlésével. Az állékonyságot tovább növelte, hogy a Dzsószer óta megszokott kisebb méretű kövek helyett nagy kvádereket alkalmaztak.
A folyosó bejárata mintegy 30 méteres magasságban helyezkedik el az északi oldal közepén.

## Az alépítmény

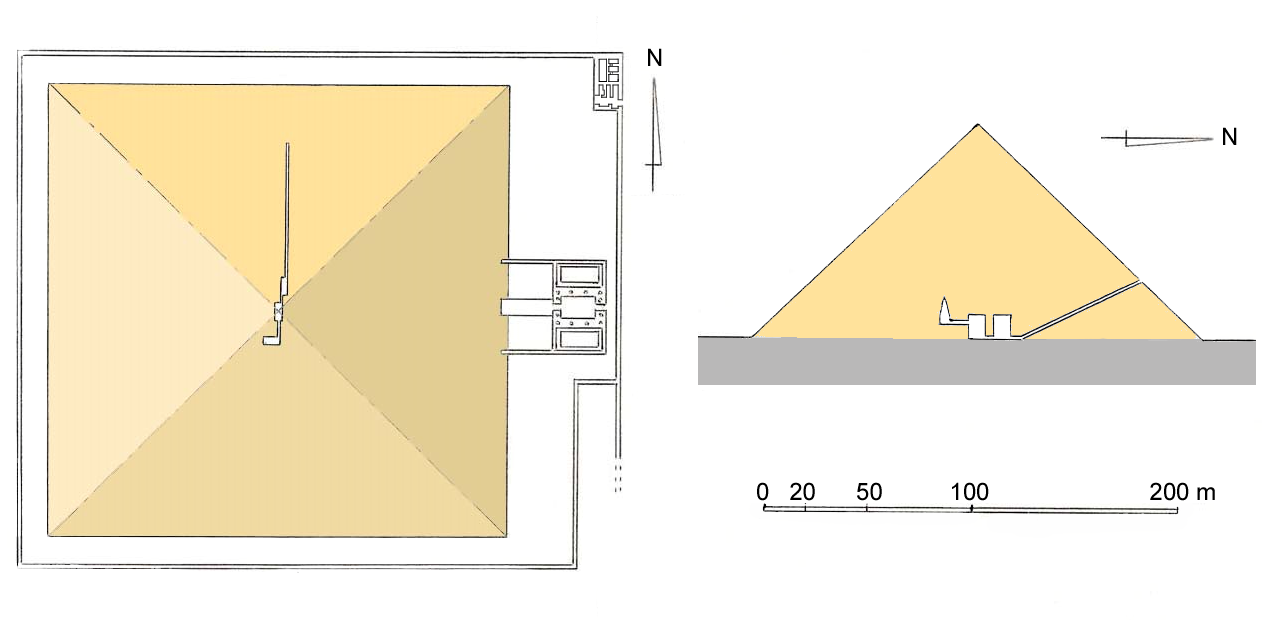
A piramis alaprajza és keresztmetszete

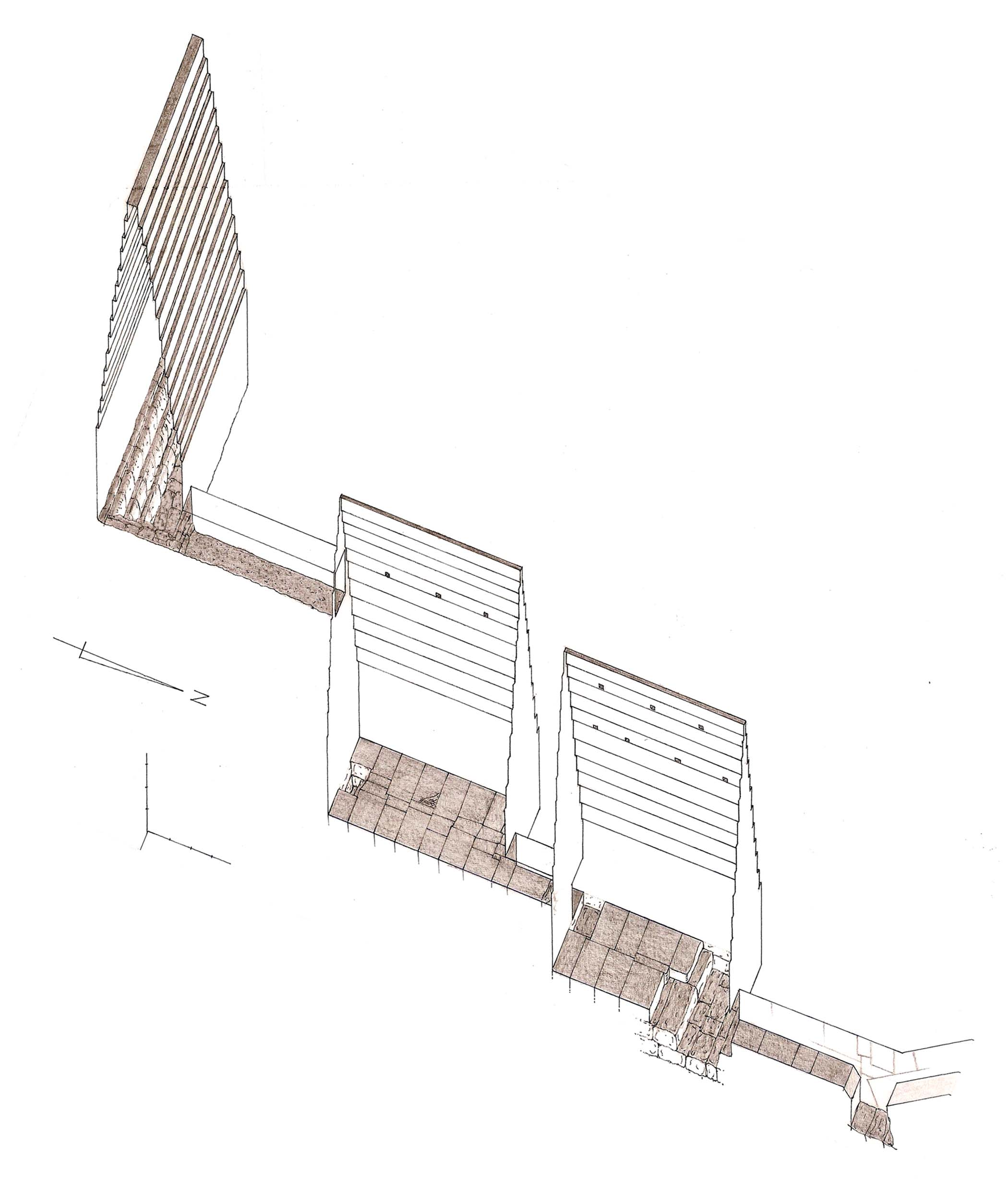
Az előkamrák és a sírkamra

Ebben a piramisban teljesen szakítottak a hagyományos „nyitott gödör” módszerrel, így alépítményről tulajdonképpen nem lehet beszélni, a sziklaalapzatot nem bolygatták meg, föld alatti rész nincs – illetve eddig nem került elő. Az ilyen funkciójú részeket a piramis testében alakították ki. A három kamrából kettő ez eredeti talajszinten áll – csak kissé bemélyítve –, a harmadik ezektől magasabban. A korábbi módszer az volt, hogy a talajszintről lefelé indult a folyosó, a tört falúnál már a talajszint felett indul, de az alá érkezik és csak az egyik kamra van feljebb. A későbbiekben ismét visszatértek a sziklába vájt alépítményhez, a piramis belsejében tulajdonképpen csak Sznofru és közvetlen utódai építettek kamrákat.
A két talajszinti kamra tulajdonképpen előszoba. Azonos méretűek, 3,65×8,36×12,31 méteresek. A nagy magasságot az álboltozat okozza, csakúgy, mint a gízai nagy piramis „Nagy galériájában”, az egymást követő rétegek egyre beljebb tolásával érték el a kamra lefedését. A sírkamra 4,18×8,55×14,67 méteres.
A sírkamrában emberi maradványokat találtak, amely feltehetően – egyáltalán nem bizonyosan – Sznofru teteme.

## A piramiskörzet

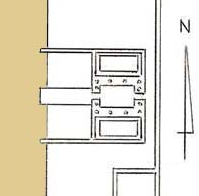
A halotti templom alaprajza

A halotti templom a keleti oldalhoz csatlakozva épült fel, de sietve, valószínűleg nem állt készen Sznofru halála idején. Ez az első ilyen épület, a tört falú piramisnál még csak egy kicsiny, emlékhely jellegű kápolna készült. Később elengedhetetlen része lett a piramiskörzetnek. A templomból kelet felé felvezető út maradványai sejthetők, amely valószínűleg sosem készült el és a később szintén elmaradhatatlan völgytemplomhoz vezetett, de a templomról a 19. században írtak utoljára, azóta teljesen elpusztult. A feljáró nyílegyenes lett volna. A piramist és a halotti templomot kerítésfal vette körül.
Szatellit-piramisokat eddig nem találtak, még kultikus piramisnak sincs nyoma. Sznofru hozzátartozóit a közeli temetőben vagy Mejdúmban masztabákban temették el.

## Feltárása
Pietro della Valle írt először erről a piramisról, aki 1615–1616 telén már a két előkamrát is látta. Edward Melton 1660-ban járt itt. Az első újkori látogató, aki a sírkamrában is megfordult, Václav Ramedius Prutký ferences szerzetes volt 1752-ben, miközben orvosdoktori misszióra utazott Etiópiába. Robert Wood, James Dawkins és Giovanni Battista Borra már 1750-ben tudtak a sírkamráról, de nem léptek oda be.
Az első régészeti tanulmányokat John Shae Perring 1839-ben írta, majd a Lepsius-expedíció 1843-ban. A Lepsius-katalógusban L-XLIX a száma. A 20. század első felében Flinders Petrie és George Andrew Reisner folytattak itt ásatásokat. 1944-ben Abdul Szalam Husszein, 1951-ben Ahmad Fakhri, akik azonban nem publikálták ásatásaik eredményeit.
Rainer Stadelmann 1982-től több mint egy évtizeden át kutatta e piramist és környékét. Neki sikerült rekonstruálni a halotti templom alaprajzát, feliratos burkolatmaradványokat és a piramidion darabjait is megtalálta.